# Гомперц, Юлиус фон
Юлиус фон Гомперц (нем. Julius von Gomperz; 1823—1909) — австрийский промышленник; политический и общественный деятель.

## Биография
Юлиус фон Гомперц родился 21 ноября 1823 года в городе Брно в еврейской семье Филиппа Йошуа Фейбельмана Гомперца (1782—1857) и Генриетты Аушпиц (1792—1881); брат Теодора Гомперца и Макса фон Гомперца, дядя Генриха Гомперца.

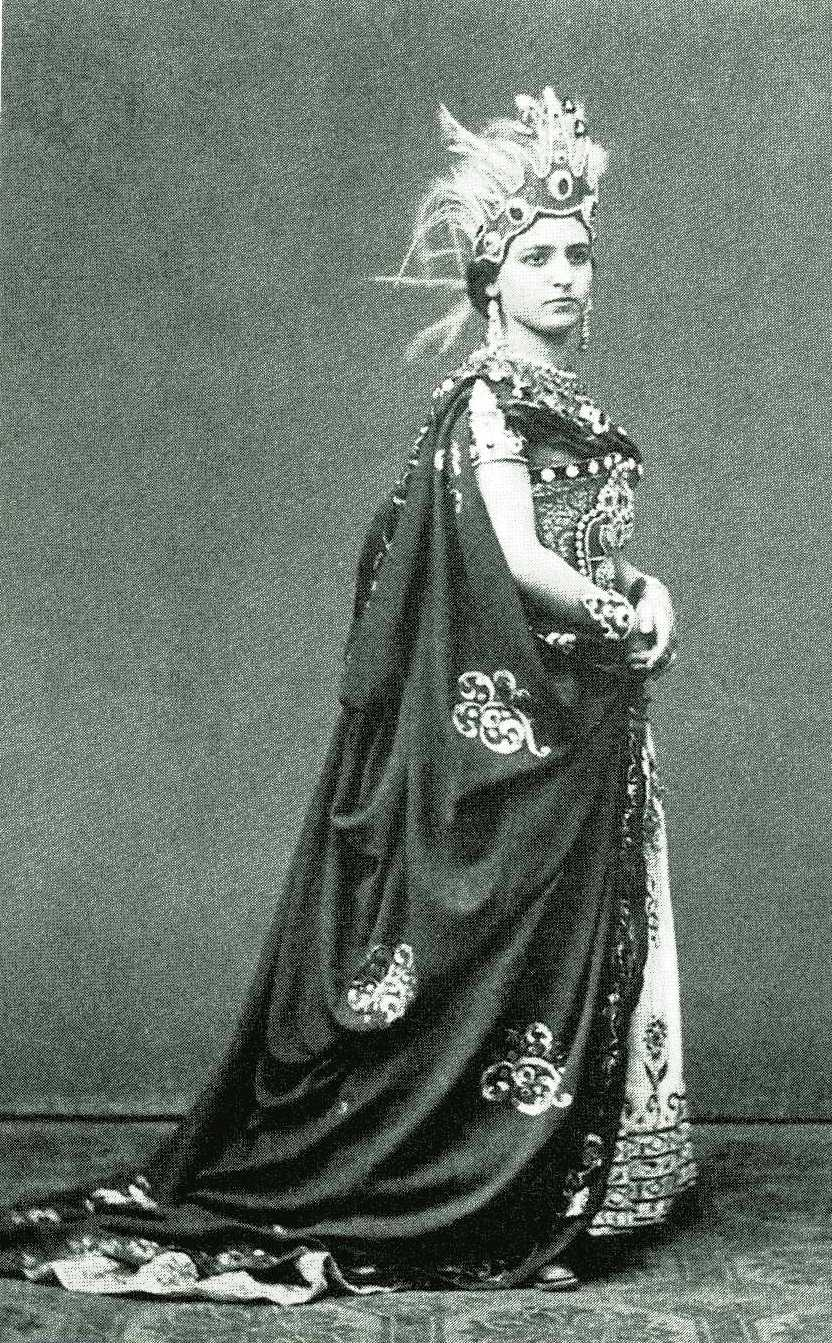
Супруга

Будучи крупным промышленником, он был в 1859 году избран торговой палатой родного города её председателем; в этой должности фон Гомперц состоял до 1906 года.
В 1861 году он был избран от той же торговой палаты в члены моравского ландтага, пославшего его в 1871 году в рейхстаг. Юлиус фон Гомперц принадлежал к немецким политикам либерального направления и проявил себя как критик высокой тарифной политики, которая, по его мнению препятствовала развитию предпринимательства в стране.
В 1892 году он был назначен императором Францем-Иосифом Первым пожизненным членом австрийской палаты господ.
Также Ю. фон Гомперц принимал активное участие и в еврейской общественной жизни и долгое время состоял председателем еврейской общины в Брно.
Был женат на певице Каролине фон Гомперц-Беттельхейм, сестре филолога и переводчика Антона Беттельхейма.
Юлиус фон Гомперц умер 2 февраля 1909 года в родном городе.